# John Truman Stoddert
John Truman Stoddert (* 1. Oktober 1790 in Nanjemoy, Charles County, Maryland; † 19. Juli 1870 im Charles County) war ein US-amerikanischer Politiker. Zwischen 1833 und 1835 vertrat er den Bundesstaat Maryland im US-Repräsentantenhaus.

## Werdegang
John Stoddert erhielt eine private Schulausbildung und studierte danach bis 1810 am Princeton College. Nach einem anschließenden Jurastudium und seiner Zulassung als Rechtsanwalt begann er in diesem Beruf zu arbeiten. Er nahm auch aktiv am Britisch-Amerikanischen Krieg von 1812 teil. Danach schlug er eine politische Laufbahn ein. Im Jahr 1820 wurde er in das Abgeordnetenhaus von Maryland gewählt. In den 1820er Jahren schloss er sich Andrew Jackson an und wurde Mitglied der von diesem 1828 gegründeten Demokratischen Partei.
Bei den Kongresswahlen des Jahres 1832 wurde Stoddert im achten Wahlbezirk von Maryland in das US-Repräsentantenhaus in Washington, D.C. gewählt, wo er am 4. März 1833 die Nachfolge von John S. Spence antrat. Bis zum 3. März 1835 konnte er eine Legislaturperiode im Kongress absolvieren. Seit dem Amtsantritt von Jackson im Jahr 1829 wurde innerhalb und außerhalb des Kongresses heftig über dessen Politik diskutiert. Dabei ging es um die umstrittene Durchsetzung des Indian Removal Act, den Konflikt mit dem Staat South Carolina, der in der Nullifikationskrise gipfelte, und die Bankenpolitik des Präsidenten.
Nach dem Ende seiner Zeit im US-Repräsentantenhaus betätigte sich John Stoddert in der Landwirtschaft. Er starb am 19. Juli 1870 auf seinem Anwesen Wicomico House im Charles County, wo er auch beigesetzt wurde.